# モノ見遊さん〜ここは絶対ハズせない!
『モノ見遊さん〜ここは絶対ハズせない!』（モノみゆうさん〜ここはぜったいハズせない!）は、九州朝日放送（KBCテレビ）で、2014年7月14日から12月26日まで放送していた情報番組。

## 概要
2014年4月から九州朝日放送では、キー局のテレビ朝日による「お昼の大改編」の為、テレビ朝日系列の平日13時台はローカルセールス枠に転換され、ドラマ再放送枠となっていたが、同年7月14日から月曜 - 木曜に限り、これを廃枠とし、本番組を立ち上げた。
同年9月29日より『ワイド!スクランブル・第2部』（テレビ朝日制作）の枠拡大（12:30 - 13:45）および『上沼恵美子のおしゃべりクッキング』（朝日放送制作）の枠移動（13:45 - 14:00）が実施され、テレビ朝日系列の平日13時台がネットワークセールス枠に復した。この改編が急遽であったことから、本番組を帯番組から週1回放送に変更を余儀なくされ、改編後も帯番組としての放送ストックが1週分残っていたため、同年9月29日週に限り、14:02 - 14:57に臨時枠移動とし、10月10日から毎週金曜14:06 - 15:00に放送時間の変更および週あたりの放送日数の縮小となった。これにより、番組立ち上げ当初に存在した、テレビ朝日系列平日13時台のローカルセールス枠の自社制作による穴埋め代替の役割を終えた。
本番組では、福岡県および佐賀県のそれぞれの街の中から1つの街をピックアップ。それを、枠移動前は1週間（4日）にわたって、枠移動後は2週間（前・後編の2回）にわたって、それぞれ三澤澄也アナウンサーが、女性タレントとともに、ロケ取材という形で、紹介する。

## 放送時間
- 番組開始から2014年9月25日まで
  - 毎週月曜 - 木曜 13:05 - 14:00
- 2014年9月29日から10月2日まで
  - 毎週月曜 - 木曜 14:02 - 14:57
- 2014年10月10日から12月26日まで
  - 毎週金曜 14:06 - 15:00[2]

## レギュラー出演者
- 三澤澄也（九州朝日放送アナウンサー）
- 富田薫（ナレーター、同局アナウンサー）

## 放映リスト
| 放送日               | 訪れた街 | ゲスト |
| -------------------- | --- | --- |
| 2014年7月14日 - 17日 | 小倉 | 山本リンダ |
| 7月21日 - 24日       | 筑後市 | 高木美保 |
| 7月29日 - 8月1日     | 佐賀県・唐津市 | 山田邦子 |
| 8月4日 - 7日         | 朝倉市 | 藤田朋子 |
| 8月11日 - 14日       | （8月15日も含め、週を通じて「ワイド!スクランブル・第2部」の延長および 「上沼恵美子のおしゃべりクッキング」臨時枠移動のため、休止） | （8月15日も含め、週を通じて「ワイド!スクランブル・第2部」の延長および 「上沼恵美子のおしゃべりクッキング」臨時枠移動のため、休止） |
| 8月18日 - 21日       | 門司港 | うつみ宮土理 |
| 8月26日 - 29日       | 田川 | 石川セリ・依布サラサ |
| 9月1日 - 4日         | うきは市 | 藤田紀子 |
| 9月8日 - 11日        | 久留米市 | 藤吉久美子 |
| 9月16日 - 19日       | 北九州市八幡東区 | カイヤ |
| 9月22日 - 25日       | 佐賀県・武雄市 | 岩崎良美 |
| 9月29日 - 10月2日    | 宗像市 | 水沢アキ |
| 10月10日・17日       | 佐賀県・柳川市 | 仁支川峰子 |
| 10月24日・31日       | 小倉南区 | 大林素子 |
| 11月7日・14日        | 糸島市 | 平野レミ |
| 11月21日・28日       | 八女市 | あべ静江 |
| 12月5日・12日        | 太宰府市 | かとうかず子 |
| 12月19日・26日       | 福岡市博多区 | 高木美保 |